# ایالات متحده آمریکا و حمایت دولتی از تروریسم
ایالات متحده آمریکا در دوره‌های گوناگون در تاریخ اخیر از سازمان‌های تروریستی و شبه نظامی در سراسر جهان حمایت کرده‌است. این کشور همچنین به حکومت‌های استبدادی متعددی که از تروریسم دولتی به عنوان ابزاری برای سرکوب استفاده کرده‌اند، کمک کرده‌است.
حمایت آمریکا از تروریست‌های غیردولتی در آمریکای لاتین و خاورمیانه برجسته بوده‌است. از سال ۱۹۸۱ تا ۱۹۹۱، ایالات متحده به شورشیان کنترا در نیکاراگوئه که از تاکتیک‌های تروریستی در مبارزه با دولت نیکاراگوئه استفاده می‌کردند، تسلیحات، آموزش و حمایت مالی و لجستیکی گسترده‌ای ارائه کرد. در مقاطع مختلف، ایالات متحده همچنین آموزش، تسلیحات و بودجه برای تروریست‌های تبعیدی کوبایی مانند اورلاندو بوش و لوئیس پوسادا کاریلز فراهم می‌کرد.
دلایل مختلفی برای توجیه این حمایت ارائه شده‌است. از جمله آنها جنبش‌های سیاسی بی‌ثبات‌کننده‌ای است که ممکن است در طول جنگ سرد با اتحاد جماهیر شوروی همسو شده باشند، از جمله جنبش‌های مردمی دموکراتیک و سوسیالیستی. چنین حمایتی بخشی از جنگ علیه مواد مخدر را نیز تشکیل داده‌است. حمایت اغلب در جهت تضمین یک محیط مساعد برای منافع شرکت‌های آمریکایی در خارج از کشور بود، به ویژه زمانی که این منافع از سوی دولت‌های دموکراتیک تهدید می‌شد.

## جنگ داخلی سوریه
ایالات متحده به بسیاری از گروه‌های شبه‌نظامی سوری که در طول جنگ داخلی سوریه علیه دولت سوریه، متحد روسیه می‌جنگند، کمک‌های مرگ بار و غیرمرگ بار گسترده‌ای ارائه کرده‌است. دولت سوریه مستقیما آمریکا را به حمایت از تروریسم در سوریه متهم کرده‌است. دولت ایالات متحده همچنین به دلیل سکوت خود پس از سر بریدن یک کودک توسط گروه اسلامگرای نورالدین الزنکی، گروهی که دریافت کننده کمک‌های نظامی آمریکا بوده و از سوی سازمان عفو بین‌الملل به جنایات جنگی بسیاری متهم شده‌است، مورد انتقاد ایران قرار گرفت. .
رجب طیب اردوغان، رئیس‌جمهور ترکیه نیز آمریکا را به حمایت از داعش در سوریه متهم کرد و مدعی شد ترکیه شواهدی مبنی بر حمایت آمریکا از داعش از طریق تصاویر، عکس‌ها و فیلم‌ها در اختیار دارد، بدون اینکه توضیح بیشتری در مورد این شواهد ارائه کند.
تحقیقاتی که توسط روزنامه نگاران فیل سندز و صحی مایه انجام شد نشان داد که شورشیانی که از سوی فرماندهی عملیات نظامی در امان تسلیحات برایشان فراهم شده بود، بخشی از آنها را، اغلب برای جمع‌آوری پول نقد برای پرداخت به جنگجویان بیشتر به دلالان اسلحه محلی فروختند. برخی از تسلیحات ارائه شده توسط این فرماندهی به تاجران بادیه نشین که در محل در لجات، یک فلات آتشفشانی در شمال شرقی درعا، سوریه به آنها «پرندگان» می‌گویند، فروخته شد. به گفته نیروهای شورشی، بادیه‌نشین‌ها سپس سلاح‌ها را با داعش مبادله می‌کردند که با استفاده از سرویس پیام‌رسانی واتسپ رمزگذاری‌شده، سفارش می‌دادند. دو فرمانده شورشیان و یک سازمان نظارت بر تسلیحات بریتانیا معتقدند که سلاح‌های ارائه شده توسط این فرماندهی به نیروهای داعش رسیده‌است.
مطالعه دیگری که توسط شرکت خصوصی Conflict Armament Research به دستور اتحادیه اروپا و جی آی زد انجام شد، نشان داد که حمایت خارجی از شورشیان سوری ضد اسد «به میزان قابل توجهی کمیت و کیفیت تسلیحات در دسترس نیروهای [داعش] را افزایش داده‌است. "، از جمله، در فاحش‌ترین انحراف موردی که آنها مستند کردند، «سلاح‌های ضد تانک خریداری شده توسط ایالات متحده در نهایت در طی دو ماه پس از خروج از کارخانه در اختیار دولت اسلامی قرار گرفت.»